# Histoire évolutive des cétacés

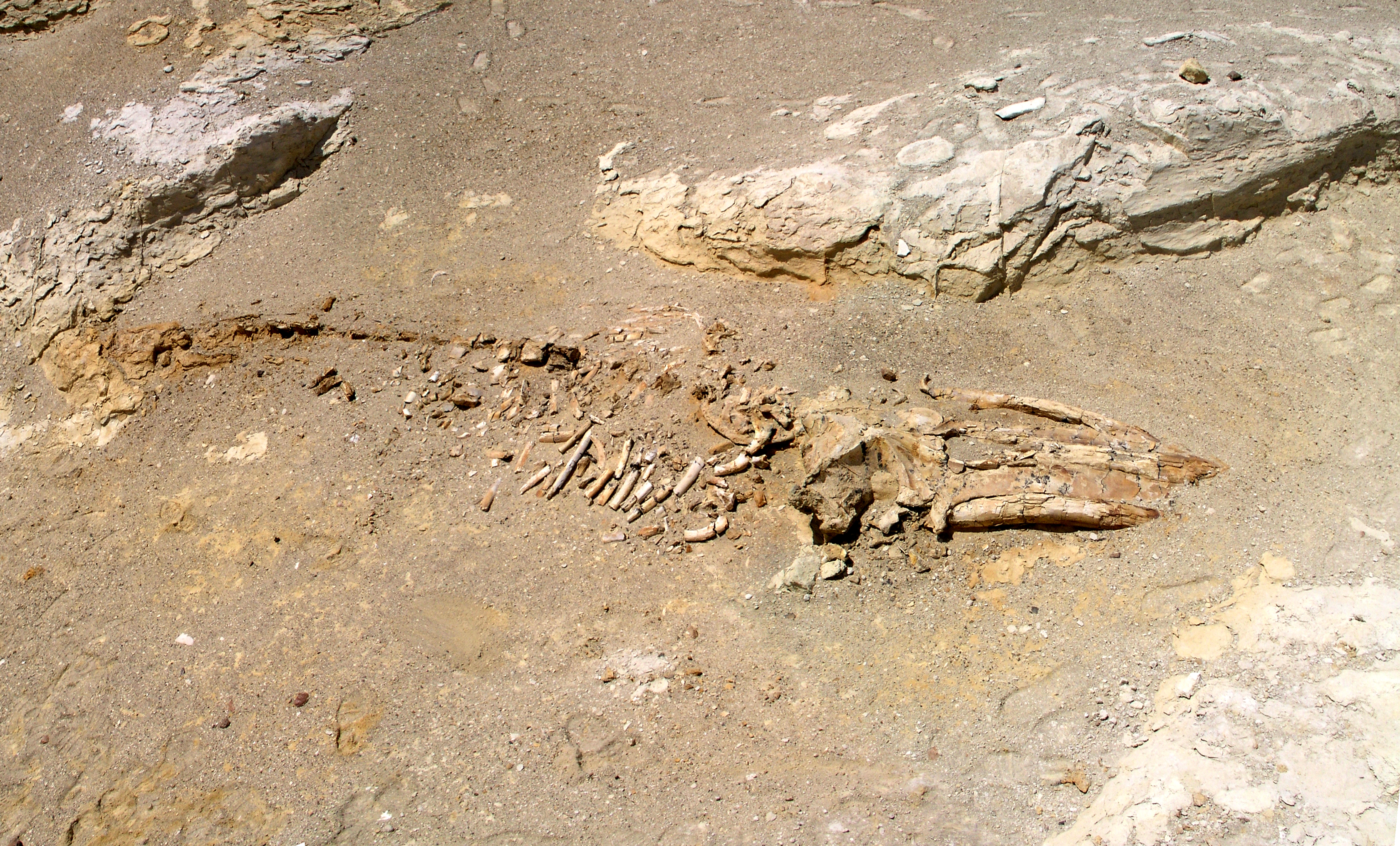
Squelette de baleine (Miocène) dans le désert d'Ica, Pérou.

Cet article décrit l'évolution qui, en 50 millions d'années, a transformé des mammifères terrestres en cétacés marins.
L'histoire évolutive des cétacés démontre leur appartenance à la classe des mammifères. L'extinction Crétacé-Tertiaire il y a 66 millions d'années provoque un remaniement complet des faunes mondiales, caractérisé notamment par la disparition des dinosaures non aviens et l'explosion radiative des mammifères placentaires. Quatre lignées de ces mammifères (Cétacés, Siréniens, Pinnipèdes et Lutrinae) qui étaient sortis des eaux retournent alors dans le milieu marin il y a environ 50 millions d’années. La conquête de ce milieu s'accomplit grâce à de multiples adaptations, comme le montrent bon nombre de caractères anatomiques et physiologiques chez les cétacés, tels que l'agencement des os de leurs palettes natatoires, les articulations des vertèbres lombaires, le système respiratoire pulmonaire  modifié (flexibilité de la cage thoracique qui peut, sous l'effet de la pression, s'aplatir et comprimer l'air des poumons, favorisant un séjour en plongée) ainsi que l'alimentation lactée des nouveau-nés
Bien qu'ils vivent dans l'eau, les cétacés ne sont aucunement des poissons.

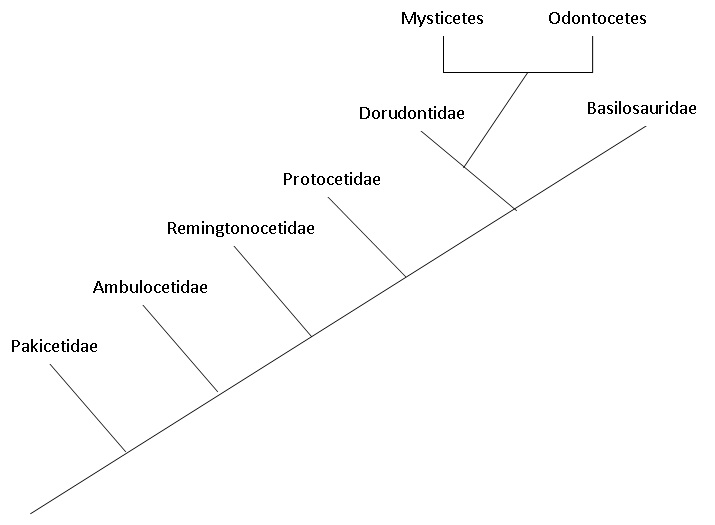
Voie de l'évolution.

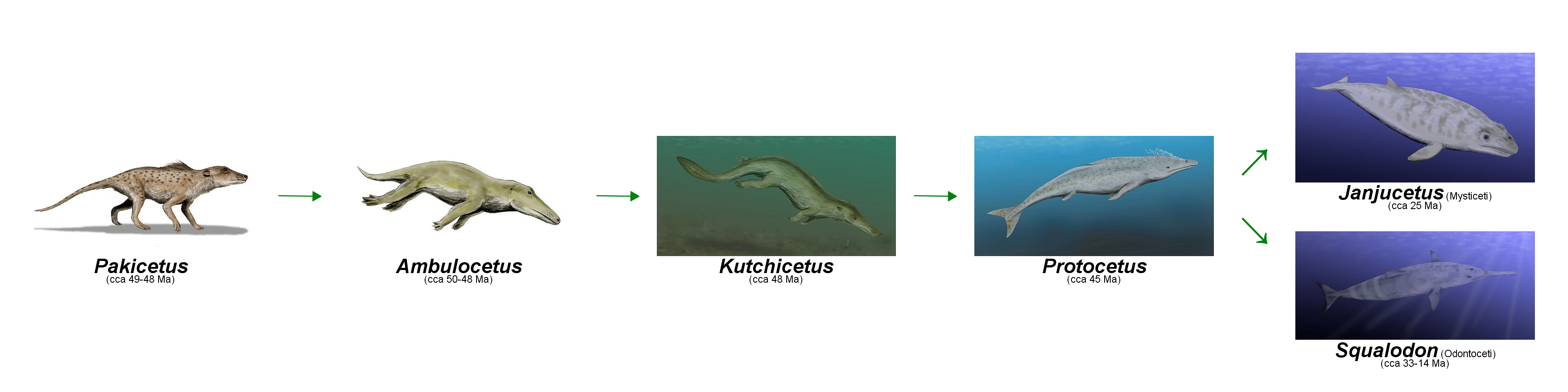
Histoire évolutive des cétacés à travers leurs fossiles.

## Relations entre cétacés et autres mammifères

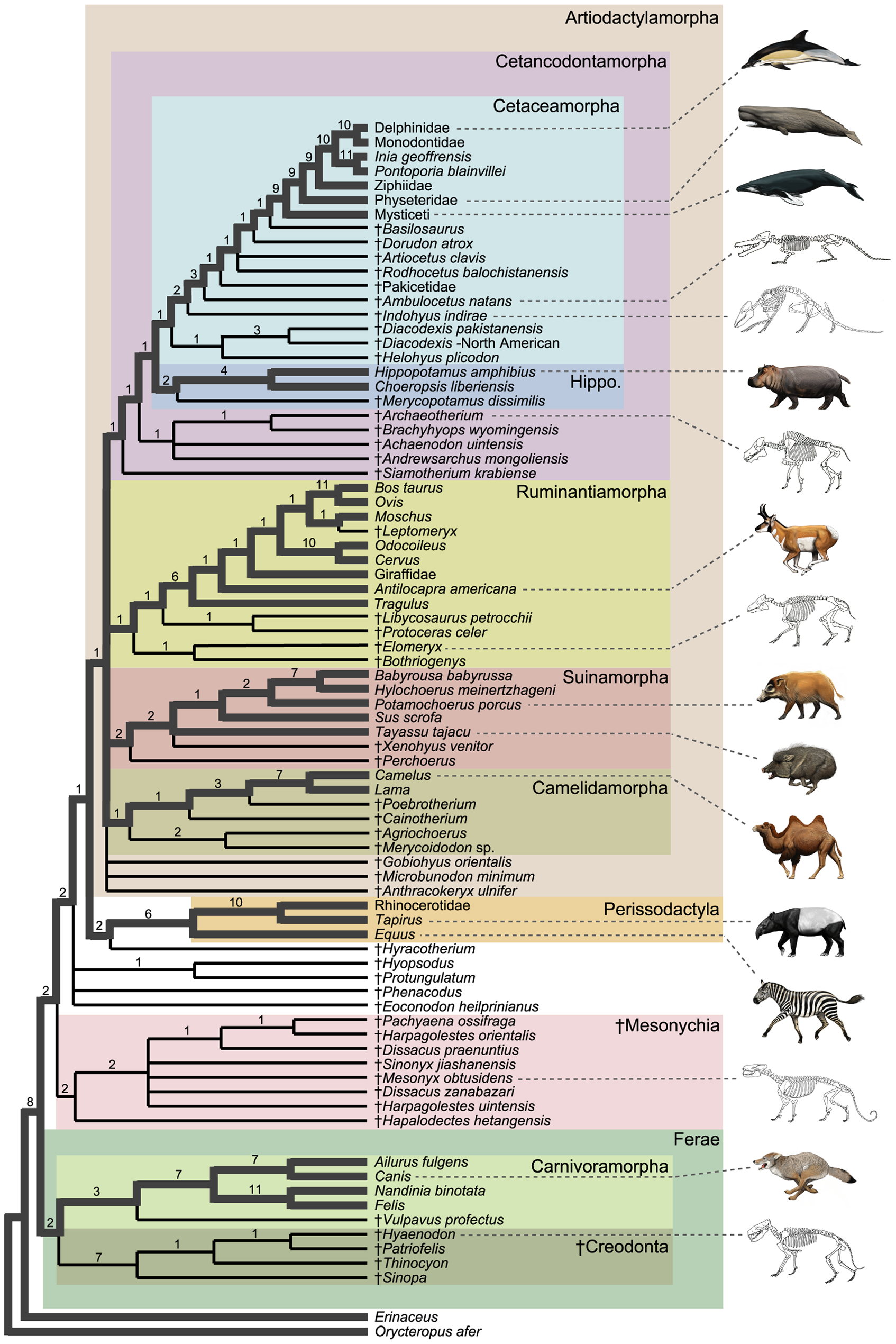
Cladogramme des Artiodactyles.

Cétacéens.

C'est à partir du XVIIIe siècle que la question de l'origine de ces animaux, reconnus comme mammifères, a été posée. La paléontologie a permis, grâce à la découverte de plusieurs fossiles, de comprendre comment les ancêtres de ces animaux sont passés d'un milieu terrestre à un milieu totalement marin. Cette transition est considérée comme très rapide dans la mesure où elle se serait faite en 10 millions d'années environ. Jussieu est le premier à séparer les cétacés des poissons ; Linné les reconnaît comme mammifères. Les cétacés vont poser une énigme aux évolutionnistes du milieu du XVIIIe siècle : dans quel milieu vivait l'ancêtre commun à tous les mammifères, et quand les ancêtres des cétacés sont-ils devenus marins ? Lacépède publie son Histoire des cétacés en 1804, après son Histoire naturelle des poissons. Au vu des fossiles de vertèbres du Basilosaurus découverts en Alabama aux États-Unis au début du XIXe siècle, Richard Harlan pense qu'il s'agit d'un squelette de serpent de mer, c'est pourquoi son nom se termine par -saurus, c’est-à-dire « reptile », dénomination qui restera. Cette erreur est corrigée par Richard Owen qui reconnait un mammalien, qu'il rebaptise Zeuglodon.
À la fin du XIXe siècle, des auteurs suggèrent une parenté avec les ongulés, et que ce taxon de cétacés est monophylétique. Même si, jusqu'aux années 1960, plusieurs auteurs continuent à penser que les mysticètes et les ondontocètes sont de lignées différentes, la théorie de base sur l'évolution des cétacés est qu'ils descendent des mésonychidés, un ordre éteint d'ongulés (animaux à sabots) carnivores charognards, ressemblant en gros à des loups munis de sabots, et proches parents des artiodactyles (antilopes). La raison en était que ces animaux possédaient des dents triangulaires inhabituelles, semblables à celles des dauphins. En outre, la présence de traits synapomorphiques comme plusieurs préestomacs chez les cétacés et les artiodactyles actuels renforçait cette hypothèse.
Cependant ces données sont infirmées par des études immunologiques dès 1950. La découverte de nombreux fossiles dans cette même décennie permet de retracer plus précisément l'histoire des cétacés. Durant la même période, la position des cétacés par rapport aux artiodactyles est vivement discutée.
Ces informations se trouvent confirmées par la morphologie, très particulière, des chevilles d'un fossile du début de l'Éocène découvert au Pakistan. Cet animal fossile appelé Pakicetus, découvert en 1983, est celui d'un mammifère terrestre carnivore. Son astragale démontre que les cétacés n'ont pas évolué à partir des Mésonychidés mais après une différenciation au sein d'un groupe formé des ancêtres des Artiodactyles (Chriacus ?). Les premiers cétacés sont des artiodactyles primitifs, qui ont gardé de leurs ancêtres mésonychidés des caractères tels que les dents triangulaires, que les artiodactyles modernes ont perdues depuis en devenant herbivores.
Au cours des années 1990, en outre, l'analyse phylogénétique des gènes codant certaines protéines mitochondriales les a regroupés au sein d'un même clade avec les artiodactyles (Ongulés à doigts pairs).
Des données plus récentes en phylogénétique moléculaire suggèrent que les cétacés sont plus proches, chez les artiodactyles, spécialement des hippopotames. Ces différentes raisons poussent à créer le nouvel ordre des Cétartiodactyles qui regroupe les Artiodactyles et Cétacés.
Ceci a depuis été confirmé par l'étude de caractères dérivés dans leur génome nucléaire (les rétrotransposons).
Une étude basée sur la morphologie remet cependant en question cette proche parenté et suggère une plus grande proximité avec les Anthracothères fossiles et une évolution des hippopotames à partir d'une autre branche, au sein des Cétartiodactyles à déterminer. Les cétacés auraient donc divergé très tôt des anthracothères, à l'instar des suidés et des ruminants. Il faut cependant préciser que cette étude n'a inclus que des représentants fossiles des cétacés.
On a découvert ensuite plusieurs groupes d'espèces similaires au Pakicetus inachus, datés de 55 à 34 Ma. De la taille d'un renard à celle d'un loup, elles ont été regroupées dans la famille des Pakicétidés. Certains auteurs les classent parmi les cétacés les plus primitifs, dans le sous-ordre des Archaeoceti,.
Ils ressemblaient à des chiens à sabots, avec de longues queues épaisses. Ils sont reliés aux cétacés par leurs oreilles : la structure du logement osseux de leur appareil auditif, entièrement situé dans l'os tympanal. Cette structure est hautement inusuelle, et ne ressemble qu'au crâne des cétacés. En fait c'est une structure caractéristique des cétacés, que l'on ne retrouve dans aucun autre ordre.
Thewissen a trouvé depuis la même structure d'oreille dans les fossiles d'un petit mammifère ressemblant à un cerf, l'Indohyus, vivant il y a 48 Ma au Cachemire. De la taille d'un petit chien, cet animal partageait certains traits des cétacés, mais était herbivore. Sa position dans l'arbre généalogique des cétacés n'est donc pas claire. Ses os lourds lui servaient probablement de lest pour la plongée, et il avait sans doute des habitudes aquatiques. Ce caractère se retrouve chez les hippopotames,. Ceci peut aussi correspondre à une stragégie de survie consistant à se cacher dans l'eau en cas de danger,,.
Les ancêtres anthracothères des hippopotames n'apparaissent parmi les fossiles que des millions d'années après pakicétus.
Le tableau qui émerge de ces considérations est que les ancêtres primitifs de tous les mammifères ongulés étaient probablement en partie carnivores ou charognards. Les  artiodactyles et périssodactyles se sont tournés vers un régime herbivore ultérieurement dans l'évolution, ceci évidemment accompagné d'un changement de structure de leurs dents. Les cétacés, en raison de la plus grande abondance de proies animales, et de leurs besoins métaboliques plus élevés pour survivre comme homéothermes dans l'eau, ont naturellement gardé leur régime carnivore, comme l'avaient fait les mésonichydés, qui ont été éliminés au profit d'animaux mieux adaptés, comme les carnivores.

## Ambulocétidés et Remingtonocétidés

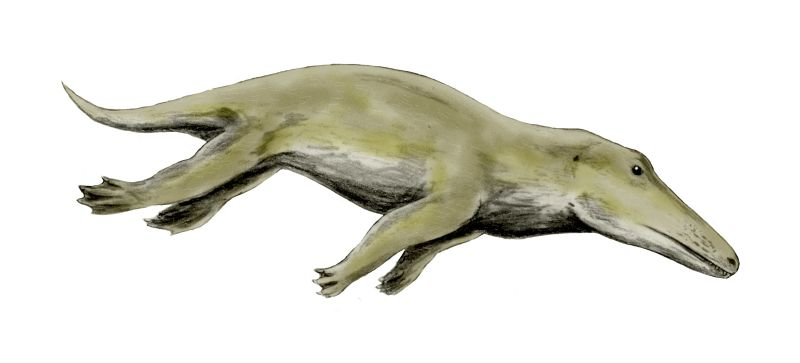
Reconstruction par le paléoartiste Nobu Tamura d’Ambulocetus natans

En 1994, on a fait la plus remarquable découverte, toujours au Pakistan, celle du fossile d'Ambulocetus clairement plus récent que ceux de Pakicetus. C'est un mammifère d'environ 3 m de long et aux pattes orientées vers l'extérieur, munies de petits sabots. Quoique clairement amphibie, il devait nager en ondulant l'arrière verticalement comme les loutres, les phoques et les Cétacés, et être mal à l'aise sur la terre ferme. Alors que les Pakicetidae devaient vivre en eau douce, d'après certains travaux sur la composition isotopique des os, les Ambulocetus vivaient dans une grande variété de salinités. On a fait l'hypothèse que les Ambulocétidés chassaient comme les crocodiles, tapis dans les lagunes pour attraper les imprudents, proies sur les bords, ou  poissons.

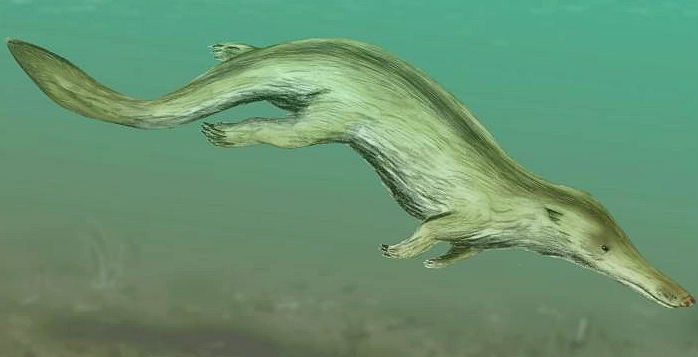
Reconstruction par le paléoartiste Nobu Tamura de Kutchicetus, un Remingtonocetidé

Des cousins plus petits de l’Ambulocetus formaient la famille des remingtonocétidés,  qui possédaient des museaux plus longs qu’Ambulocetus, et étaient un peu mieux adaptés à la vie sous-marine. On pense qu'ils devaient avoir une vie analogue à celle des loutres de mer. L'examen des isotopes de leurs fossiles montre que tous les Remingtonocetidea trouvés vivaient dans un milieu marin. Dans les deux familles, les narines se trouvaient à l'extrémité du museau, comme chez les mammifères terrestres.

## Protocetidae

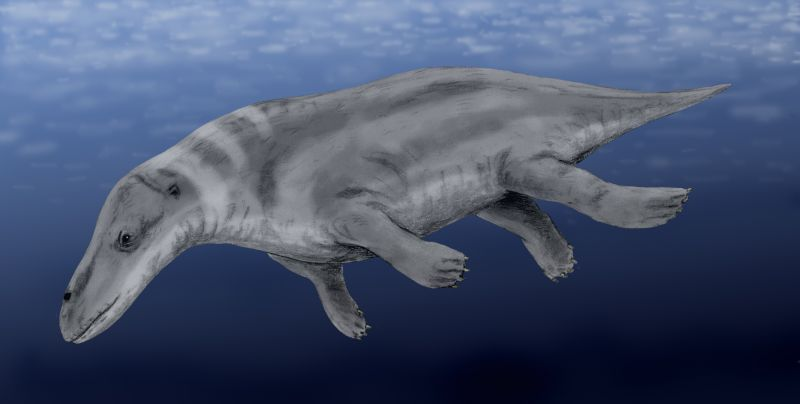
Reconstruction par le paléoartiste Nobu Tamura de Rodhocetus

Présents il y a 45 Ma, les Protocetidae ( « baleines à pattes ») forment une famille abondante et hétérogène dont on trouve des fossiles sur tous les continents, le plus connu des genres étant celui des Rodhocetus. Phiomicetus, basée sur un fossile de 43 millions d'années découvert en 2008 à Al Amaim, au sud du Wadi Al-Ruwayan dans la dépression du Fayoum, serait quant à lui le membre le plus basale de la famille
Les Protocetidae disposaient de pattes plutôt adaptées à la nage mais leur laissant sans doute la possibilité de se déplacer sur le sol. On ne sait pas s'ils disposaient d'une nageoire caudale horizontale (comme les Cétacés modernes).
Les membres connus de la famille avaient de solides membres antérieurs et postérieurs, qui pouvaient soutenir le corps à terre, et il est probable qu'ils avaient une vie amphibie, étant mieux adaptés que leurs ancêtres à un style de vie aquatique. Chez Rodhocetus, par exemple, le sacrum, qui, chez les Mammifères terrestres provient de la fusion de cinq vertèbres, reliant le pelvis avec le reste de la colonne vertébrale pour former le bassin, était divisé en vertèbres indépendantes, le pelvis n'étant plus connecté à la colonne vertébrale que par une vertèbre. De plus, ses narines étaient à mi-chemin du museau, première étape vers la position au sommet du crâne chez les cétacés modernes.

L'hypothèse d'une vie amphibie est soutenue par la découverte d'une femelle pleine de Maiacetus, chez laquelle le fœtus avait la position pour être mis bas par la tête, ce qui suggère que Maiacetus mettait bas à terre.
L'appartenance des ancêtres de ces Cétacés primitifs aux Ongulés est rappelée par des caractères comme la présence de sabots au bout des doigts de Rodhocetus.
Les Protocètes ont disparu il y a 38 millions d'années et ont aujourd'hui laissé place à deux grands groupes de cétacés, les mysticètes (baleines à fanons) et les odontocètes (baleines à dents).

## Basilosauridéset Dorudontidés: des cétacés entièrement marins

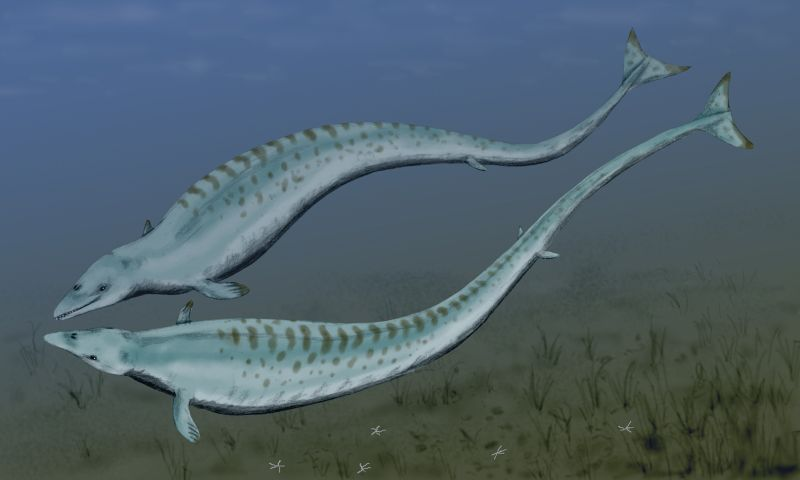
Reconstruction par le paléoartiste Nobu Tamura de Basilosaurus

Le Basilosaurus (découvert en 1840 et initialement pris pour un reptile, d'où le nom), un animal mesurant jusqu'à 18 m de long, apparaît il y a 40 Ma, mais on ne connaît pas précisément son lien de parenté avec les Cétacés. Strictement marin, il conservait deux moignons de pattes arrière, dont on pense qu'ils pouvaient jouer un rôle lors de l'accouplement, et qui n'étaient plus reliés à la colonne vertébrale par les os pelviens. Pour l'essentiel, leurs vertèbres sacrées ne sont plus discernables clairement des autres vertèbres.
Les premiers fossiles de Dorudontidés dont on dispose sont datés de 38 Ma, ces animaux ne mesurent eux que 5 à 6 m. Ce sont des Cétacés comparables aux formes actuelles, qui vivaient entièrement dans l'océan.

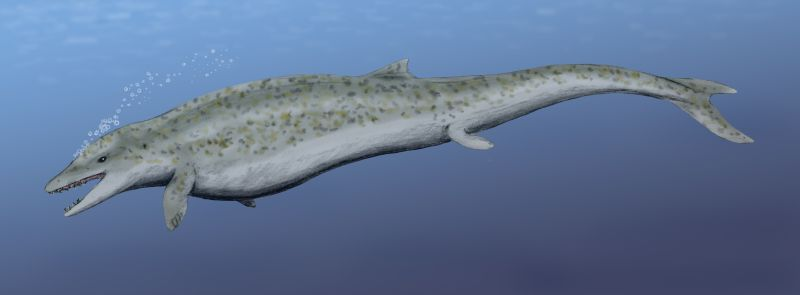
Reconstruction par le paléoartiste Nobu Tamura de Dorudon

On n'a pas trouvé chez ces mammifères de melon ; on les suppose donc incapables de chant ou d'écholocation. En outre, ils étaient dotés d'un cerveau petit par rapport aux Cétacés modernes. Ce dernier trait suggère qu'ils étaient solitaires, et n'avaient pas la structure sociale complexe de certains Cétacés modernes.
Les études moléculaires conduites sur les baleines à fanon laissent penser que la divergence qui a vu leur apparition s'est faite à la fin de l’Éocène, il y a 35 à 36 Ma. Leur apparition pourrait être liée à un changement environnemental marin mondial, peut être lié aux changements de courants et de climat.
Les Zygorhiza sont les Cétacés les plus modernes qui semblent disposer à la fois des traits des Odontocètes et des Mysticètes. Ils vivaient il y a 45 Ma. On pense que les deux sous-ordres ont divergé à la charnière Éocène-Oligocène.
Les espèces ont ensuite peu évolué pendant une longue période. Une nouvelle phase de spéciation est alors survenue au milieu du Miocène, il y a 12 à 15 Ma.

## Les débuts de l'écholocation

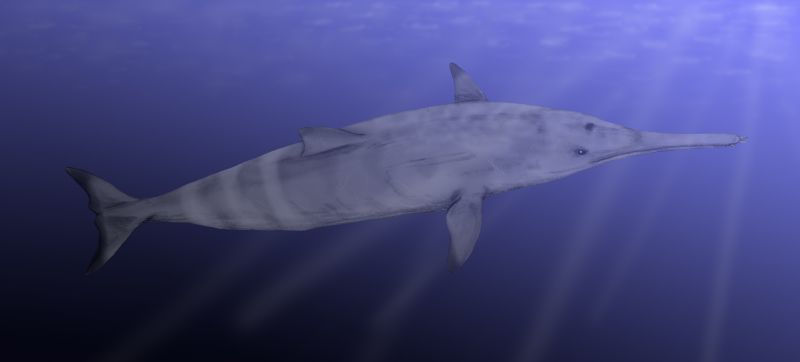
Reconstruction par le paléoartiste Nobu Tamura d'un Squalodon

Les crânes de Squalodon sont les plus anciens à montrer la première apparition probable d'écholocation. Ce cétacé vivait de l'Oligocène moyen au Miocène moyen soit il y a de 33 à 14 Ma. Le Squalodon montre plusieurs similitudes avec les odontocètes : le crâne est bien comprimé, le museau télescopé en-dehors (une caractéristique des odontocètes modernes), ce qui lui donnait une apparence de cétacé à dents. Ces animaux se font un panorama de leur environnement par écholocation sur le principe du sonar, c'est-à-dire en émettant une série de clics à diverses fréquences. Ces impulsions sonores sont émises par leur front en forme de melon, réfléchies par les objets, et recueillies, pour les hautes fréquences, par la mâchoire inférieure, d'où elles se propagent vers l'oreille.
Cependant il est improbable que ce soient des ancêtres des dauphins modernes.

### Les premiers dauphins

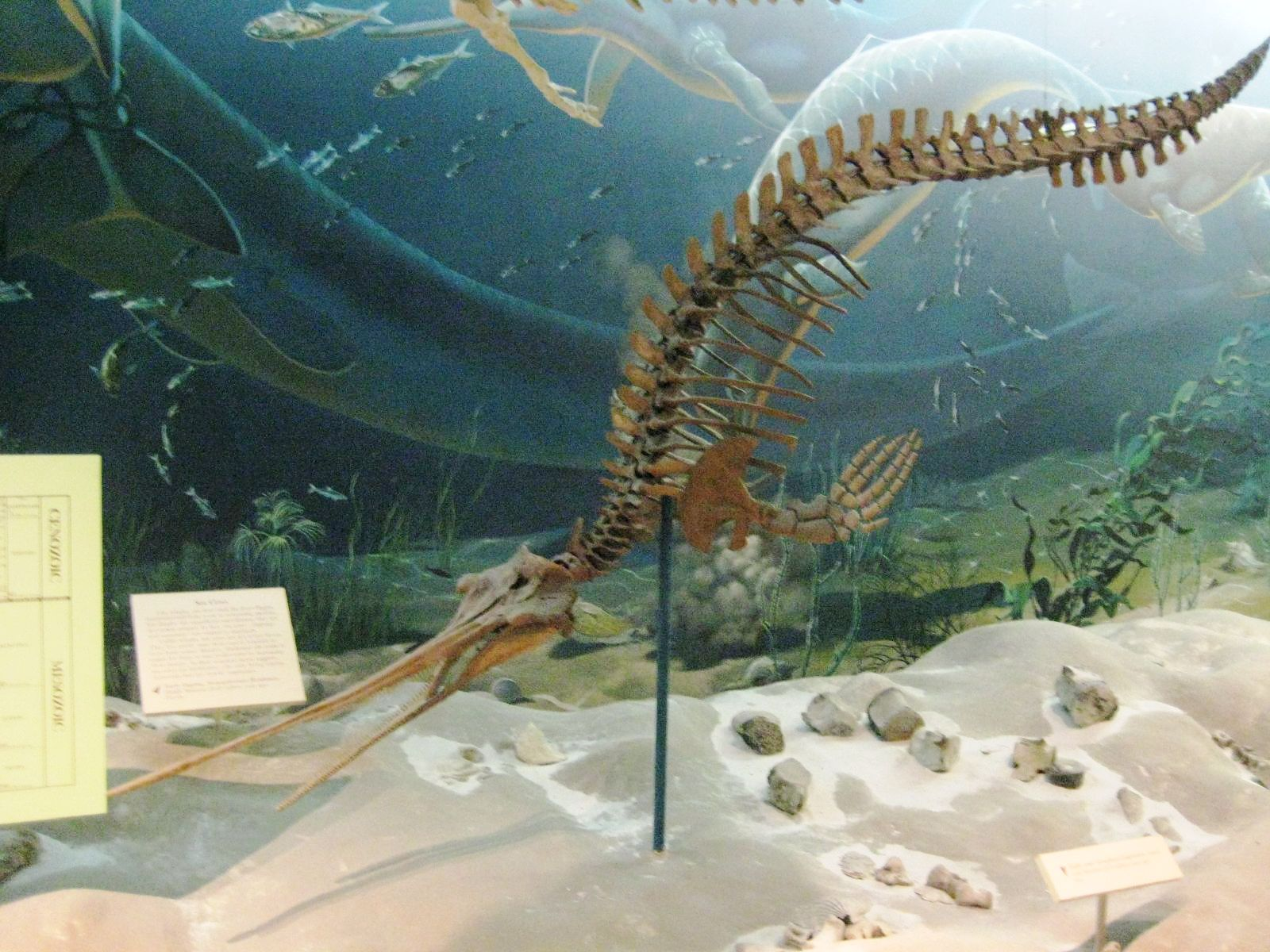
Squelette d'un Xiphiacetus sp.

Au début du Miocène de nombreuses genres d'odontocètes ressemblant aux dauphins se sont développés comme Kentriodon et Hadrodelphis. La plupart sont maintenant éteints. On les classe dans les Kentriodontidae et ils ont la particularité d'avoir des crânes symétriques. Ils pourraient s'être déjà organisés en troupeaux.
Ils consommaient des petits poissons et leur système d'écholocation devait être parfaitement opérationnel. La morphologie et la distribution de ces fossiles sont très semblables aux odontocètes modernes, qui pourraient y trouver leurs ancêtres. Les Odobenocetops sont des exemples de Delphinoidea du Pliocène.

### Premières baleines à  fanons (mysticètes)
On compte actuellement parmi les mysticètes 4 familles qui pourraient avoir des origines différentes chez les cétothères :
Tous les mysticètes modernes sont de grands cétacés à fanons, et se nourrissent en filtrant, bien que la manière exacte d'utiliser les fanons diffère entre les espèces (consommation par goulées chez les balénoptéridés, par écumage chez les baleines franches, et par aspiration du fond pour les baleines grises).
Les premiers représentants de certains groupes modernes apparaissent au miocène moyen. Ceci peut avoir été dû à des changements environnementaux et physiques de l'océan. Un changement à grande échelle des courants et températures de l'océan peut avoir déclenché la radiation des mysticètes modernes, en éliminant les formes archaïques. En général, on pense que les quatre familles modernes de mysticètes ont des origines séparées parmi les cétothères : les Balaenopteridae (dont les baleines à bosse et les rorquals), les Balaenidae (baleines franches), les Eschrichtiidae (baleines grises), les Neobalaenidae (baleines pygmées) ont tous des caractères dérivés actuellement inconnus chez les cétothères.

### Évolution du squelette
Aujourd'hui, les membres postérieurs des cétacés sont internes, et réduits. Ils ne servent plus que comme supports pour les muscles des organes génitaux. Alors que les cétacés primitifs comme Pakicetus avaient les orifices nasaux au bout du museau, ces orifices ont ensuite commencé à migrer vers le sommet du crâne. Chez Rodhocetus, ils ont déjà substantiellement amorcé cette migration nasale. Les narines des cétacés modernes ont atteint le sommet du crâne et se sont modifiés en évents, qui leur permettent d'effleurer la surface, expirer, inspirer et replonger avec facilité. Les oreilles ont commencé à se déplacer aussi vers l'intérieur, et déjà chez Basilosaurus, l'oreille moyenne commençait à recevoir des vibrations de la mâchoire inférieure. Les odontocètes modernes utilisent leur melon, un amas de graisse jouant le rôle de lentille acoustique pour l'émission de sons destinés à l'écholocation. Et ils utilisent leur mâchoire inférieure pour capter les échos de haute fréquence et les focaliser sur l'oreille.

### Vestiges et atavismes ancestraux
Les cétacés développent toujours certaines caractéristiques ancestrales à l'état embryonnaire ou de nouveau-nés. Les baleines à fanons développent des bourgeons de dents à l'état embryonnaire, qui disparaîtront chez l'animal adulte. Les fœtus de certaines espèces portent des poils éphémères qui disparaissent plus tard. Les embryons des cétacés ont les fosses nasales situées à l'extrémité du museau, comme chez tout mammifère. Celles-ci migrent durant le développement embryonnaire vers l'arrière, pour se stabiliser au-dessus du crâne et former l'évent chez le nouveau-né. Certains spécimens adultes disposent de moignons de pattes arrière. Les embryons de nombreuses espèces en ont également. Ce phénomène est connu sous le nom de vestiges ou atavismes selon le cas.

### Arbre phylogénétique
Les arguments développés ci-dessus conduisent à une classification phylogénétique plus probable, encore que comme nous l'avons vu, certains détails restent à clarifier.
On en suivra les développements dans l'article Cetacea (classification phylogénétique), qui est régulièrement mis à jour. Noter qu'en cliquant sur le lien [Dérouler] de l'onglet « Arbre développé », on peut le développer dans tous ses détails, ce qui n'est pas envisageable dans le présent article.

## La pression humaine
Bon nombre d'espèces sont en déclin rapide et menacent de disparaître du fait de la chasse à la baleine. On estime que 90 % de l’effectif de grands cétacés a aujourd’hui disparu de la planète. Malgré le moratoire de 1982, de nombreuses espèces sont toujours menacées d’extinction. On notera, pour l'échantillon restreint des espèces de cétacés, parmi les espèces disparues récemment, l'extinction, constatée en 2006, du Dauphin de Chine.